# Jacob (Vorname)
Jacob ist ein männlicher Vorname und eine Variante des Namens Jakob. Er wird wie jener auch als Familienname gebraucht: siehe Jacob (Familienname).

## A
- Jacob Aall (1773–1844), norwegischer Politiker
- Jacob Abbott (1803–1879), US-amerikanischer Jugendschriftsteller
- Jacob Fidelis Ackermann (1765–1815), deutscher Mediziner
- Jacob Niclas Ahlström (1805–1857), schwedischer Kapellmeister und Komponist
- Jacob von Albaum (vor 1500–1548), Abt des Klosters Grafschaft im Herzogtum Westfalen
- Jacob Alberts (1860–1941), deutscher Maler
- Jacob Andreae (1528–1590), deutscher lutherischer Theologe
- Jacob Astor (1867–1938), deutscher Politiker
- Jacob Audorf (1835–1898), deutscher Dichter, Redakteur und Aktivist der Arbeiterbewegung
- Jacob Adriaensz. Backer (1608–1651), niederländischer Portrait- und Historienmaler

## B
- Jacob Balde (1604–1668), deutscher Jesuit und Dichter
- Jacob Heinrich Balecke (1731–1778), deutscher Politiker, Jurist und Senator
- Jacob do Bandolim (1918–1969),  brasilianischer Mandolinist und Komponist
- Jacob Barbireau (1455/56–1491), belgischer Komponist
- Jacob Bartsch (1600–1632), deutscher Astronom
- Jacob Bassevi (1580–1634), böhmischer Hoffaktor und Finanzier
- Jacob Friedrich Behrend (1833–1907), deutscher Jurist
- Jacob Bekenstein (1947–2015), israelischer Physiker
- Jacob ben Jechiel Loans († um 1506), Leibarzt von Friedrich III.
- Jacob Bernays (1824–1881), deutscher Philologe
- Jacob Beurlin (1520–1561), deutscher evangelischer Theologe und Reformator
- Jacob Böhme (1575–1624), deutscher Mystiker und Naturphilosoph
- Jacob Brass (* 1985), deutscher Singer-Songwriter
- Jacob Brown (Fußballspieler) (* 1998), englischer Fußballspieler
- Jacob Daniel Bruce (1669–1735), schottischer Feldmarschall im Dienst der russischen Armee
- Jacob Daniel Burgschmiet (1796–1858), deutscher Bildhauer und Erzgießer
- Jacob Burckhardt (1818–1897), Schweizer Humanist und Kulturhistoriker

## C
- Jacob van Campen (1596–1657), niederländischer Maler und Architekt
- Jacob Caro (1835–1904), deutscher Historiker
- Jacob Cats (1577–1660), niederländischer Dichter und Politiker
- Jacob Clemens (1815–1862), deutscher Philosoph und Schriftsteller
- Jacob Cohen, Geburtsname von Rodney Dangerfield (1921–2004), US-amerikanischer Schauspieler
- Jacob Courtain (~1760–1825), deutscher Orgelbauer
- Jacob Gerritsz. Cuyp (1594–1652), niederländischer Maler

## D
- Jacob Dahl (1878–1944), färöischer Propst und Bibelübersetzer
- Jacob Davis (Schneider) (1834–1908), US-amerikanischer Schneider
- Jacob Denner (Instrumentenbauer) (1681–1735), deutscher Instrumentenbauer
- Jacob van Deventer (~1500–1575), niederländischer Kartograf
- Jacob L. Devers (1887–1979), US-amerikanischer General
- Jacob Duck (1600–1667), niederländischer Maler

## E
- Jacob Christian Hansen Ellehammer (1871–1946), dänischer Luftfahrtpionier
- Jacob Emden (1697–1776), jüdischer Gelehrter
- Jacob Emele (1707–1780), süddeutscher Barockbaumeister
- Jacob Epstein (1880–1959), englischer Bildhauer und Zeichner
- Jacob Ericksson (* 1967), schwedischer Schauspieler
- Jacob van Es (1596–1666), flämischer Maler
- Jacob Brønnum Scavenius Estrup (1825–1913), dänischer Politiker
- Jacob van Eyck (~1590–1657), niederländischer Musiker

## F
- Jacob von Falke (1825–1897), deutsch-österreichischer Kultur- und Kunsthistoriker und Ästhetiker
- Jacob Felsing (1802–1883), deutscher Kupferstecher
- Jacob Fleck (1881–1953), österreichischer Filmregisseur, Drehbuchautor, Filmproduzent und Kameramann
- Jacob August Franckenstein (1689–1733), deutscher Enzyklopädist
- Jacob Frey (1520–1562), Dramatiker und Schwankdichter
- Jacob Friedrich Friese (1765–1833), deutscher Schulmeister, Organist und Orgelbauer, siehe Friedrich Friese I
- Jacob Funckelin (1522/23–1565/66), ref. Theologe und Dramatiker
- Jacobus Johannes Fouché (1898–1980), südafrikanischer Politiker

## G
- Jacob Gilboa (1920–2007), israelischer Komponist
- Jacob Gipstein (* 1928), Geburtsname des israelischen Künstlers Yaacov Agam
- Jacob Goedecker (1882–1957), deutscher Flugzeugkonstrukteur
- Jacob Golden (* Mitte der 1970er Jahre), US-amerikanischer Sänger, Songwriter und Gitarrist
- Jacob Gråberg (1776–1847), schwedischer Gelehrter
- Jacob Pauli Gregoriussen (1932–2021), fähringischer Architekt, Grafiker und Autor
- Jacob Grimm (1785–1863), deutscher Sprach- und Literaturwissenschaftler
- Jacob Groll (* 1979), österreichischer Filmregisseur und Drehbuchautor
- Jacob Paul von Gundling (1673–1731), deutscher Historiker
- Jacob Benjamin Gyllenhaal (* 1980), US-amerikanischer Schauspieler, siehe Jake Gyllenhaal

## H
- Jacob Haafner (1754–1809), deutsch-niederländischer Ostindienfahrer und Reiseschriftsteller
- Jacob de Haan (* 1959), niederländischer Komponist und Musiker
- Jacob Philipp Hackert (1737–1807), deutscher Landschaftsmaler
- Jacob Adolf Hägg (1850–1928), schwedischer Komponist
- Jacob Hamblin (1819–1886), US-amerikanischer Pionier
- Jacob Hamburger (1826–1911), deutscher Rabbiner
- Jacob Handl (1550–1591), Komponist und Sänger
- Jacob Wilhelm Haniel (1734–1782), deutscher Kaufmann
- Jacob Harmensz (1560–1609), niederländischer protestantischer Theologe
- Jacob van Heemskerk (1567–1607), niederländischer Seefahrer und Kapitän
- Jacob Heerbrand (1521–1600), deutscher Theologe und Reformator
- Jacob Hegge, genannt Finkenblock, lutherischer Theologe und Reformator
- Jacob Henot (1545–1625), deutscher Postmeister und Postorganisator
- Jacob Ludwig Philipp August Franz Hergenhahn (1804–1874), nassauischer liberaler Politiker
- Jacob Hilsdorf (1872–1916), deutscher Fotograf
- Jacob Holdt (* 1947), dänischer Fotograf und Schriftsteller
- Jacob Hübner (1761–1826), deutscher Entomologe
- Jacob Hveding, Løgmaður der Färöer

## J
- Jacob John (1674–1727), deutscher Jurist und Politiker
- Jacob Jordaens (1593–1678), niederländischer Maler
- Jacob Axel Josephson (1818–1880), schwedischer Komponist

## K
- Jacob Katz (1904–1998), israelischer Historiker und Philosoph
- Jacob de Kempenaer (1793–1870), niederländischer Politiker
- Jacob Klein (1899–1978), deutsch-amerikanischer Philosoph und Mathematiker
- Jacob Herman Klein (1688–1748), niederländischer Komponist
- Jacob Theodor Klein (1685–1759), polnisch-deutscher Jurist, Historiker, Mathematiker, Naturforscher und Diplomat
- Jacob Knade (~1490–1564), deutscher evangelischer Theologe
- Jacob Koerfer (1875–1930), deutscher Architekt
- Jacob Kohnstamm (* 1949), niederländischer Politiker
- Jacob Körner (* 1995), deutscher Nachwuchsschauspieler
- Jacob Kremer (1924–2010), deutscher Theologe

## L
- Jacob Lang (1648–1716), schwedischer lutherischer Geistlicher, Bischof
- Jacob Leisler (1640–1691), deutschstämmiger amerikanischer Kolonialist
- Jacob van Lennep (1802–1868), niederländischer Schriftsteller
- Jacob Leupold (1674–1727), deutscher Mechaniker und Instrumentenbauer
- Jacob Harold Levison (1915–2001), US-amerikanischer Songwriter
- Jacob Locher (1471–1528), deutscher humanistischer Dramatiker, Philologe und Übersetzer
- Jacob Lucius der Ältere (ca. 1530–1597), deutscher Zeichner und Buchdrucker
- Jacob Wilhelm Lustig (1706–1796), niederländischer Komponist, Organist und Musiktheoretiker

## M
- Jacob Achilles Mähly (1828–1902), Schweizer Philologe
- Jacob Le Maire (1585–1616), niederländischer Seefahrer
- Jacob Malik (1906–1980), sowjetischer Diplomat und Politiker, siehe Jakow Alexandrowitsch Malik
- Jacob Mangers (1889–1972), norwegischer Geistlicher
- Jacques I. de Bourbon, comte de La Marche (1319–1362), französischer Graf
- Jacob A. Marinsky (1918–2005), US-amerikanischer Chemiker
- Jacob Marschak (1898–1977), amerikanischer Ökonom ukrainischer Abstammung
- Jacob Martini (1570–1649), deutscher Theologe und Philosoph
- Jacob Marx (Politiker) (1926–1992), deutscher Politiker (CDU), MdL Hessen
- Jacob Masen (1606–1681), deutscher Literaturtheoretiker, Poet und Historiker
- Jacob Mayer (Baumeister) (1610–1683), deutscher Baumeister und Politiker
- Jacob Mayer (Fabrikant) (1813–1875), deutscher Fabrikant
- Jacob Mayer (Mundartdichter) (1866–1939), deutscher Mundartdichter
- Jacob Anton Mayer (1782–1857), deutscher Verleger
- Jacob Meckel (1842–1906), deutscher Offizier
- Jacob von Melle (1659–1743), deutscher Theologe, Polyhistor und Autor
- Jacob Merz (1783–1807), Schweizer Zeichner, Maler und Kupferstecher
- Jacob Miller (Musiker) (1952–1980), jamaikanischer Reggaesänger
- Jacob W. Miller (1800–1862), US-amerikanischer Politiker
- Jacob Montanus (1460–1534), deutscher Theologe, Humanist und Reformator
- Jacob Morenga (1875–1907), namibischer Minenarbeiter, Nama-Führer und Guerillakämpfer
- Jacob Levy Moreno (1889–1974), rumänischer Arzt und Psychiater
- Jacob van Moscher (~1615–1655), niederländischer Maler
- Jacob Mumenthaler-Marti (1737–1787), Schweizer Wundarzt und Chirurg
- Jacob Murey (* 1941), israelischer Schachspieler
- Jacob Muyser (1896–1956), niederländischer Priester und Liturgiewissenschaftler

## N
- Jacob Nachod (1814–1882), deutscher Bankier und Philanthrop
- Jacob Naffzer (~1529–1586), deutscher Waid-Händler, Oberratsmeister und Patrizier
- Jacob Nampudakam (* 1955), indischer Ordensgeistlicher und 22. Generalrektor der Pallottiner
- Jacob Neusner (1932–2016), US-amerikanischer Religionswissenschaftler und Judaist
- Jacob Ngunzu (* 1959), kenianischer Marathonläufer
- Jacob Nöbbe (1850–1919), deutscher Maler
- Jacob Nufer, Schweizer Schweineschneider und Arzt

## O
- Jacob Hermann Obereit (1725–1798), deutscher Schriftsteller, Philosoph und Wundarzt
- Jacob Obrecht (1457/58–1505), flämischer Komponist und Sänger
- Jacob Okanka Obetsebi-Lamptey (1946–2016), ghanaischer Politiker sowie Fernseh- und Radioproduzent und Moderator
- Jacob Other (1485–1547), deutscher reformierter Theologe
- Jacob Oudkerk (1937–2024), niederländischer Radrennfahrer

## P
- Jacob Paix (1556–1623), deutscher Organist, Orgelbauer, Kapellmeister, Komponist und Herausgeber
- Jacob Rodrigues Pereira (1715–1780), portugiesischer Gehörlosenlehrer
- Jacob Picard (1883–1967), deutscher Schriftsteller und Dichter
- Jacob Pins (1917–2005), deutsch-israelischer Künstler
- Jacob Praetorius der Ältere (um 1520–1586), deutscher Organist und Komponist
- Jacob Praetorius der Jüngere (1586–1651), deutscher Organist und Komponist
- Jacob Probst (1486–1562), deutscher evangelischer Theologe

## R
- Jacob Moe Rasmussen (* 1975), dänischer Radrennfahrer
- Jacob Christoph Raßler (1605–1665), österreichischer Diplomat, Politiker, Reichstagsabgeordneter
- Jacob Ludwig Theodor Reh (1801–1868), deutscher Politiker
- Jacob Heinrich Rehder (1790–1852), deutscher Hofgärtner
- Jacob Friedrich Reimmann (1668–1743), deutscher lutherischer Theologe, Pädagoge, Historiker und Philosoph
- Jacob August Riis (1849–1914), US-amerikanischer Journalist und Fotograf
- Jacob van Rijs (* 1964), niederländischer Architekt
- Jacob Roggeveen (1659–1729), niederländischer Seefahrer und Forschungsreisender
- Jacob Rosenthal (* 1969), deutscher Philosoph und Hochschullehrer
- Jacob Leon Rubenstein (1911–1967), Mörder des Kennedy-Attentäters Lee Harvey Oswald
- Jacob Runge (1527–1595), deutscher lutherischer Theologe
- Jacob Izaaksoon van Ruisdael (1628/29–1682), niederländischer Maler
- Jacob Rupertus (1827–1900), US-amerikanischer Konstrukteur und Hersteller von Faustfeuerwaffen

## S
- Jacob Sacks (* 1977), US-amerikanischer Jazzpianist
- Jacob von Salza (1481–1539), Bischof von Breslau
- Jacob von Sandrart (1630–1708), deutscher Kupferstecher und Verleger
- Jacob von Sarug (451–521), syrischer Hymnendichter und Bischof
- Jacob Christian Schäffer (1718–1790), deutscher Superintendent, Extraordinarius, Botaniker, Mykologe, Entomologe und Ornithologe und Erfinder
- Jacob Georg Schäffer (1745–1814), deutscher Kriminalist
- Jacob Schenck (1508–1554), deutscher evangelischer Theologe und Reformator
- Jacob Matthias Schmutzer (1733–1811), österreichischer Kupferstecher und Maler
- Jacob Schopf (* 1999), deutscher Kanute, Olympiasieger, Welt- und Europameister
- Jacob Schuback (1726–1784), ein Hamburger Jurist, Diplomat und Komponist
- Jacob van Schuppen (1670–1751), österreichischer Hofmaler
- Jacob Schwieger (1629–1663), norddeutscher Lyriker
- Jacob Severin (1691–1753), dänischer Großkaufmann
- Jacob Johann Sievers (1731–1808), russischer Staatsmann und Reformator
- Jacob Smith (* 1990), US-amerikanischer Schauspieler und Musiker
- Jacob Smith (Jake Smith; * 1995), kanadischer Eishockeytorwart
- Jacob van Spreeuwen (1611–1658), niederländischer Maler
- Jacob Stickelberger (1940–2022), Schweizer Liedermacher und Rechtsanwalt
- Jacob Stratner († 1550), deutscher evangelischer Theologe und Reformator
- Jacob Strauß (≈1480 – v. 1530), deutscher evangelischer Theologe und Reformator
- Jacob Sturm (Jakob Sturm; 1771–1848), deutscher Kupferstecher und Naturforscher
- Jacob Karl F. Sturm (1803–1855), schweizerisch-französischer Mathematiker und Physiker, siehe Charles-François Sturm

## T
- Jacob Tamme (* 1985), US-amerikanischer American-Football-Spieler
- Jacob Taubes (1923–1987), Religionssoziologe, Philosoph und Judaist
- Jacob Engelbert Teschemacher (1711–1782), deutscher Orgelbauer
- Jacob Tullin Thams (1898–1954), norwegischer Skispringer, Skilangläufer und Segler
- Jacob Karl Tiedtke (1875–1960), deutscher Schauspieler
- Jacob van Toorenvliet (1635–1719), niederländischer Maler und Radierer
- Jacob Tuioti-Mariner (* 1996), US-amerikanischer American-Football-Spieler

## U
- Jacob Ungerer (1840–1920), deutscher Bildhauer und Kunstprofessor
- Jacob van Utrecht (~1479–nach 1525), niederländischer Maler

## V
- Jacob Venedey (1805–1871), deutscher Publizist und Politiker
- Jacob Viner (1892–1970), kanadisch-US-amerikanischer Ökonom
- Jacob Volhard (1834–1910), deutscher Chemiker

## W
- Jacob Wackernagel (1853–1938), Schweizer Indogermanist und Sprachwissenschaftler
- Jacob Walcher (1887–1970), deutscher Politiker und Gewerkschafter
- Jacob Wassermann (1873–1934), deutscher Schriftsteller
- Jacob Weber (1872–1944), deutscher Politiker
- Jacob Gottfried Weber (1779–1839), deutscher Musiktheoretiker, Komponist und Jurist
- Jacob Wimpfeling (1450–1528), deutscher Dichter, Pädagoge und Geschichtsschreiber
- Jacob Weigert (1981), deutscher Schauspieler

## X
- Jacob Xavier (1936–2012), osttimoresischer Politiker

## Y
- Jacob Kiplagat Yator (* 1982), kenianischer Marathonläufer
- Jacob Yuchtman (1935–1985), sowjetisch-US-amerikanischer Schachspieler

## Z
- Jacob Ziv (1931–2023), israelischer Wissenschaftler
- Jacob Zuma (* 1942), südafrikanischer Politiker
- Jacob Züberlein (1556–1607), württembergischer Maler un Zeichner
- Jacob Zurl (* 1988), österreichischer Langstreckenradfahrer
- Jacob van Zuylen van Nijevelt (1816–1890), niederländischer Staatsmann